# S・アタン
S・アタン（S. Atan、1949年 - 2024年11月16日）は、シンガポールの音楽家。本名はハシム・サイド。

## 人物
ゲイラン出身。アコーディオン奏者としてサンディーの録音に多く参加してきた。音楽プロデューサーとしても知られ、1980年代からザレハ・ハミッドなど、たくさんのアーティストのアルバムを手掛けてきた。マーク・チュウやアドナン・アブ・ハッサンら新世代の登場までは、マレーシア音楽界の影のドンだったとも言える。
1997年のシティ・ヌールハリザの伝統歌謡アルバム「チンダイ」では、久しぶりに第一線に復帰。アコーディオン奏者として、アレンジャーとして大車輪の活躍を見せ、この作品はマレーシアでベストセラーとなった。
2024年11月16日、セランゴール州の住所で肺感染症により死去。75歳没。